# Café Tomaselli

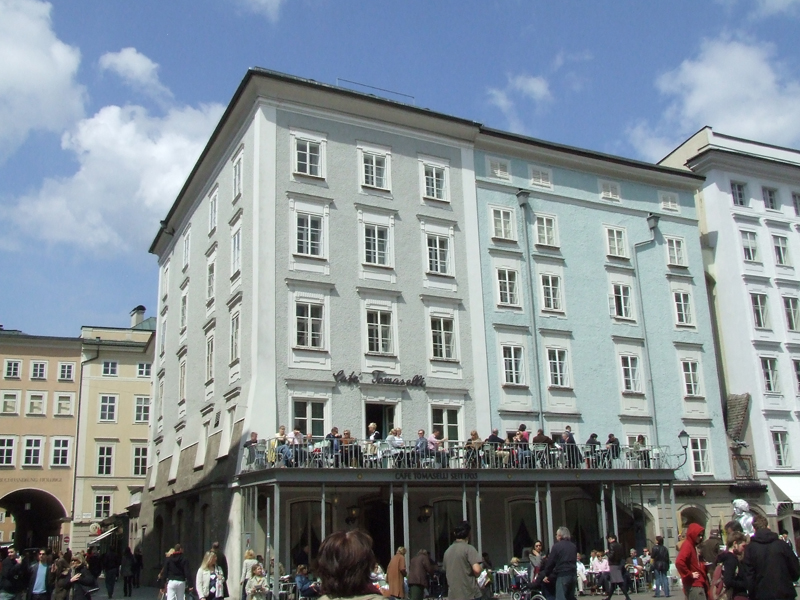
Café Tomaselli din Alter Markt

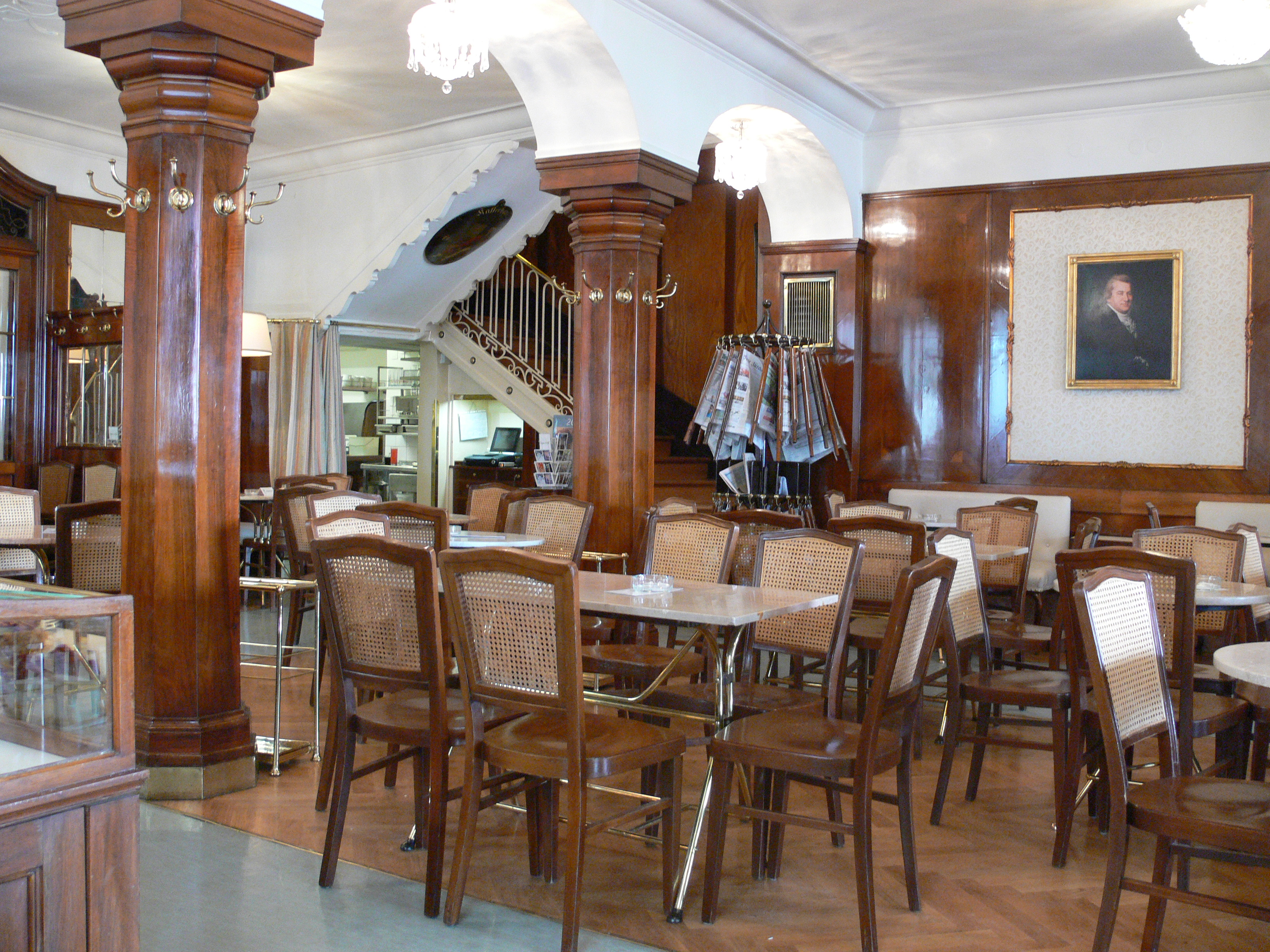
Interior

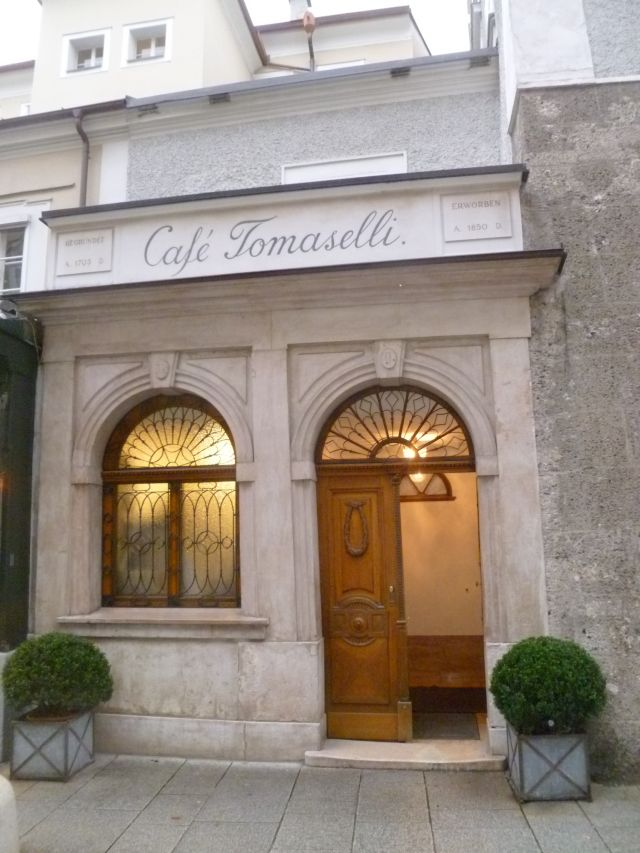
Intrare laterală în Café Tomaselli

Café Tomaselli din Piața Veche (Alter Markt) a orașului Salzburg este cea mai veche cafenea în funcțiune din Austria. Istoria sa datează de prin anul 1700. Ea se află de la 12 martie 1852 în proprietatea familiei Tomaselli.
Istoricul Gerhard Ammerer a cercetat istoria acestei cafenele în anul 2003, ajungând la concluzia că prima cafenea funcționa deja în 1700, ea nefiind fondată în 1703, după cum este scris pe fațadă. La acea vreme, Johann Fontaine a primit permisiunea din partea autorităților pentru a deschide primul "debit de cafea" în Salzburg. Localul se afla în Goldgasse nr. 5 și nu era o cafenea în adevăratul sens al cuvântului, ci un loc de întâlnire pentru studenți. Dreptul de a ține debitul de cafea a fost achiziționat în 1764 de Anton Staiger, care a stabilit cafeneaua în locația curentă; el i-a dat numele de „Staiger”. Staiger a fost Hofmeister al arhiepiscopului Sigismund von Schrattenbach. El a transformat cafeneaua într-un stabiliment pentru orășenii din înalta societate. Chiar și Wolfgang Amadeus Mozart a fost de multe ori oaspetele lui Staiger, după cum a menționat în scrierile sale. Michael Haydn s-a aflat și el printre cei care frecventau des acest local. După moartea lui Anton Staiger la 2 ianuarie 1781, cafeneaua a fost preluată de fiul său, Franz Anton, și extinsă prin achiziționarea a două magazine alăturate. După moartea sa în 1819, de afacere s-a ocupat fiul său Josef, care a închiriat clădirea în curând.
În 1852 Johanna Staiger a vândut cafeneaua cofetarului Carl Tomaselli, fiul tenorului Giuseppe Tomaselli de la Milano. Familia proprietarului a conviețuit cu familia lui Wolfgang Amadeus Mozart. Văduva lui Mozart, recăsătorită Constanze von Nissen, a trăit și ea în perioada 1820-1826 în această casă. Tomaselli a completat oferta existentă cu cafea, ceai și cacao fierbinte. În 1859 a fost deschis vizavi de cafenea Chioșcul Tomaselli, care este chiar și astăzi un loc de întâlnire pentru clientela cultivată. Câțiva ani mai târziu, Tomaselli a deschis o a doua sală de biliard și de jocuri, care a devenit în 1891 el a devenit „Salonul femeilor”; până atunci frecventarea cafenelei era rezervată exclusiv pentru bărbați. În 1937/1938 a fost construită Terasa Tomaselli după planurile arhitectului Otto Prossinger. Astfel, cafeneaua a rămas în mare parte neschimbată.
După al doilea război mondial, cafeneaua a fost confiscată de americani timp de mai mulți ani și a funcționat ca un Coffee-Shop american sub numele Forty Second Street Café. În 1950, familia Tomaselli s-a întors totuși. Cafeneaua este condusă acum de a cincea generație a familiei.